# District historique d'East Glacier Ranger Station
Le district historique d'East Glacier Ranger Station – ou East Glacier Ranger Station Historic District en anglais – est un district historique dans le comté de Flathead, dans le Montana, aux États-Unis. Centré sur une station de rangers, il est inscrit au Registre national des lieux historiques depuis le 16 décembre 1986.